# 米兰德斯体育俱乐部
米兰德斯体育俱乐部（西班牙語：Club Deportivo Mirandés），西班牙布尔戈斯省埃布罗河畔米兰达的一个足球俱乐部。该俱乐部成立于1927年。该队现在参加西班牙足球乙级联赛。